# Фрігг (футбольний клуб)

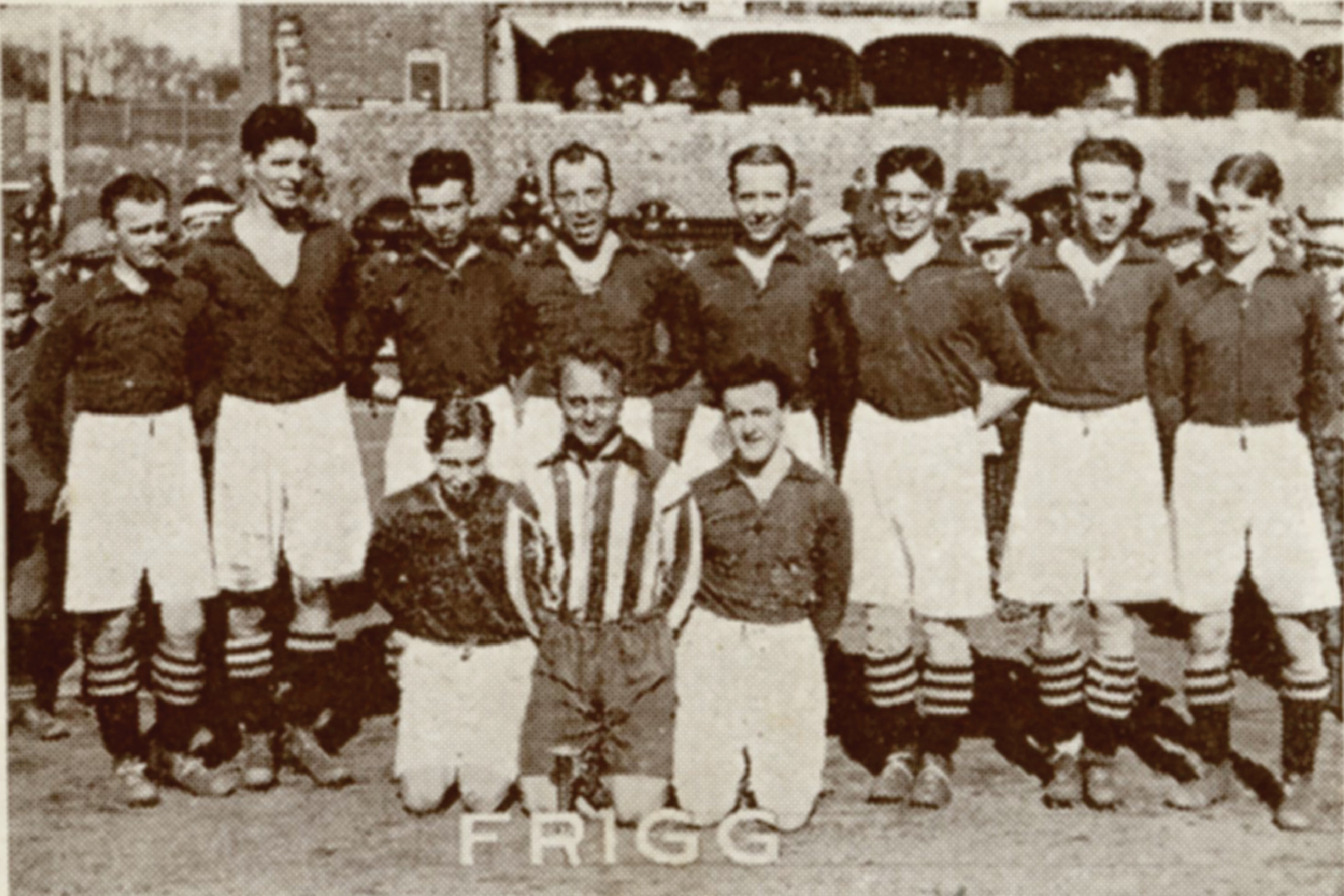
Футбольна команда, с. 1930 рік

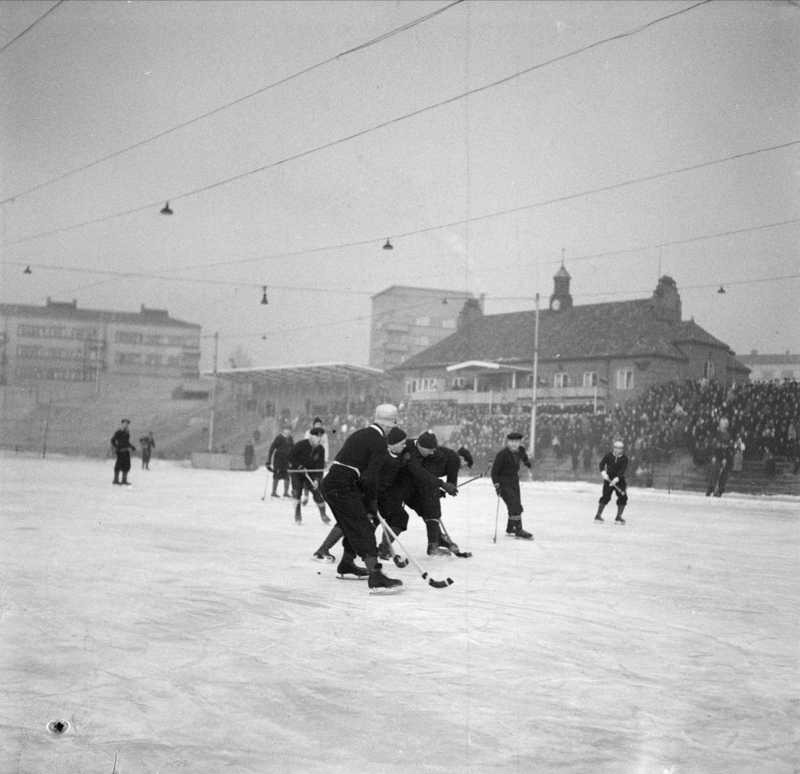
Фріг Осло грає у фіналі національного бенді проти Мьондалена в 1947 році

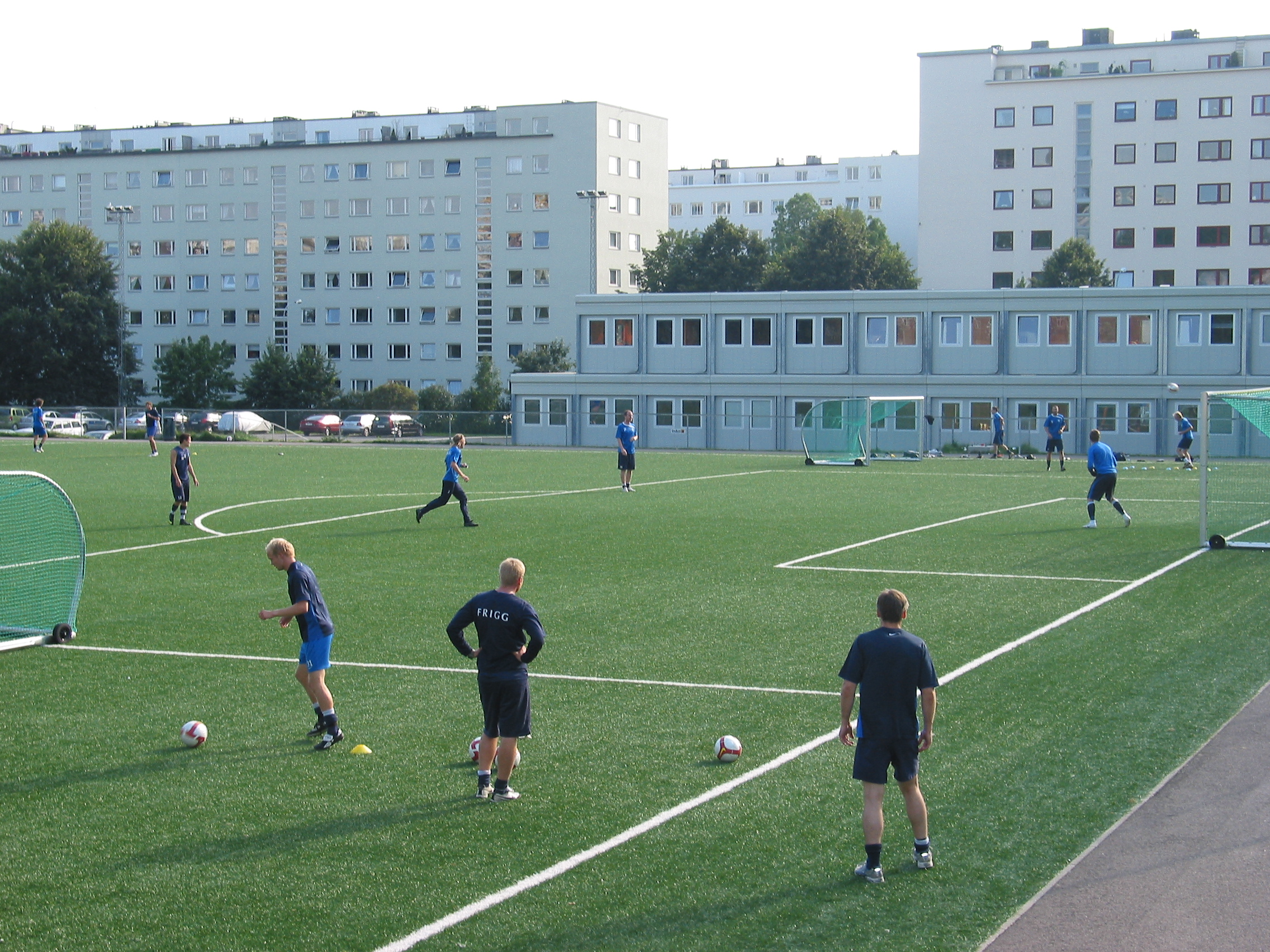
Навчання Фрігг у Марієнліст

Футбольний клуб «Фрігг» (Frigg Oslo Fotballklubb) — норвезький спортивний клуб з району Майорстуа в Осло.
У ньому є секції футболу та бенді.

## Історія
Клуб був заснований 17 травня 1904 року як SK Frigg, названий на честь Фрігг зі скандинавської міфології. 21 квітня 1954 року був об'єднаний з SK Varg. У 1990 році отримав назву Frigg Oslo FK. Кольори клубу — біло-блакитні, команда грає на стадіоні Марієнліст. Має тренувальне поле в Тьортеберзі неподалік від Марієнліста.
Як видно з назви, це переважно футбольний клуб. Раніше у нього була гандбольна команда; жіноча команда стала чемпіонкою країни в 1962 і 1964 роках. Чоловіча футбольна команда багато років грала у вищій лізі Норвегії та вигравала Кубок Норвегії з футболу в 1914, 1916 і 1921 роках. Внеї виступало кілька гравців національної збірної Норвегії, зокрема Гаральд Хеннум і Пер Петтерсен. Востаннє «Фрігг» грав у вищому дивізіоні в 1973 році. Наразі команда грає в третьому норвезькому дивізіоні, після того, як у 2022 році вилетіла з другого норвезького дивізіону.

## Досягнення
- Кубок Норвегії:
  - Володар (3): 1914, 1916, 1921
  - Фіналіст (3): 1919, 1920, 1965

## Бенді
Чоловіча команда з хокею зіграла чотири фінали Кубка в 1917, 1923, 1947 і 1948 роках, але програла всі. Після сезону 2019/2020 вони вилетіли з 1-го дивізіону.